# Nada Laaraj
Nada Laaraj –en árabe, ندى لعرج– (nacida el 2 de septiembre de 2000) es una deportista marroquí que compite en taekwondo. Ganó una medalla en los Juegos Panafricanos de 2019, y tres medallas en el Campeonato Africano de Taekwondo entre los años 2018 y 2022.

## Palmarés internacional
| Juegos Panafricanos | Juegos Panafricanos | Juegos Panafricanos | Juegos Panafricanos |
| Año                 | Lugar               | Medalla             | Categoría           |
| ------------------- | ------------------- | ------------------- | ------------------- |
| 2019                | Rabat (Marruecos)   | Medalla de oro      | –57 kg              |
| Campeonato Africano |                     |                     |                     |
| Año                 | Lugar               | Medalla             | Categoría           |
| 2018                | Agadir (Marruecos)  | Medalla de oro      | –57 kg              |
| 2021                | Dakar (Senegal)     | Medalla de plata    | –57 kg              |
| 2022                | Kigali (Ruanda)     | Medalla de oro      | –57 kg              |